# Église Notre-Dame-de-la-Nativité de Bussière-Badil
Pour les articles homonymes, voir Église Notre-Dame-de-la-Nativité.
L'église Notre-Dame-de-la-Nativité est une église catholique située à Bussière-Badil, en France.
Cette église romane des XIIe et XVe siècles fait l'objet d'une protection au titre des monuments historiques.

## Localisation
L'église Notre-Dame-de-la-Nativité est située à l'extrême nord du département de la Dordogne, en Périgord vert, dans le bourg de Bussière-Badil, en bordure de la route départementale 3.

## Historique
La première église était un prieuré bénédictin fondé en 768. L'édifice actuel roman, construit au XIIe siècle avec des dimensions plus importantes, était la possession de l'abbaye piémontaise de la Cluse. Il présentait nombre de systèmes de défense : créneaux, bretèches, hourds, murailles, meurtrières, douves, tours de guet. Ces éléments ont disparu en presque totalité au XVe ou au  XVIe siècle,.
L'église est classée au titre des monuments historiques par liste en 1862.
L'église est rénovée extérieurement à la fin des années 1990 et intérieurement dans les années 2000.

## Architecture et mobilier
L'édifice n'est pas franchement orienté est-ouest comme nombre d'édifices religieux chrétiens mais plutôt est-nord-est - ouest-sud-ouest.
La façade occidentale est divisée en trois parties séparées par des contreforts puissants. Les parties extérieures sont pourvues de baies en plein-cintre aveugles, dont une avec un tympan sculpté. Le portail central, richement décoré, à triple voussure et surmonté de sept statues décapitées, s'ouvre en haut d'un escalier. Le chevet présente des absidioles. De l'ancienne église fortifiée, il reste deux bretèches à l'ouest sur les côtés de la première travée des collatéraux. Sur les murs extérieurs des collatéraux, de nombreux modillons qui ne supportent plus aucun élément subsistent.
La nef de cinq travées est flanquée de deux collatéraux. Les nombreux piliers sont coiffés de chapiteaux sculptés. La croisée du transept est surmontée d'une coupole au-dessus de laquelle s'élève le clocher octogonal de style limousin. Le chœur, la nef principale ainsi que les deux collatéraux sont restés romans, à l'exception d'une baie gothique sur chacun de ces derniers.
L'église recèle une statue de terre cuite dorée de la Vierge à l'Enfant datée de 1581 et classée au titre des monuments historiques.

## Galerie de photos

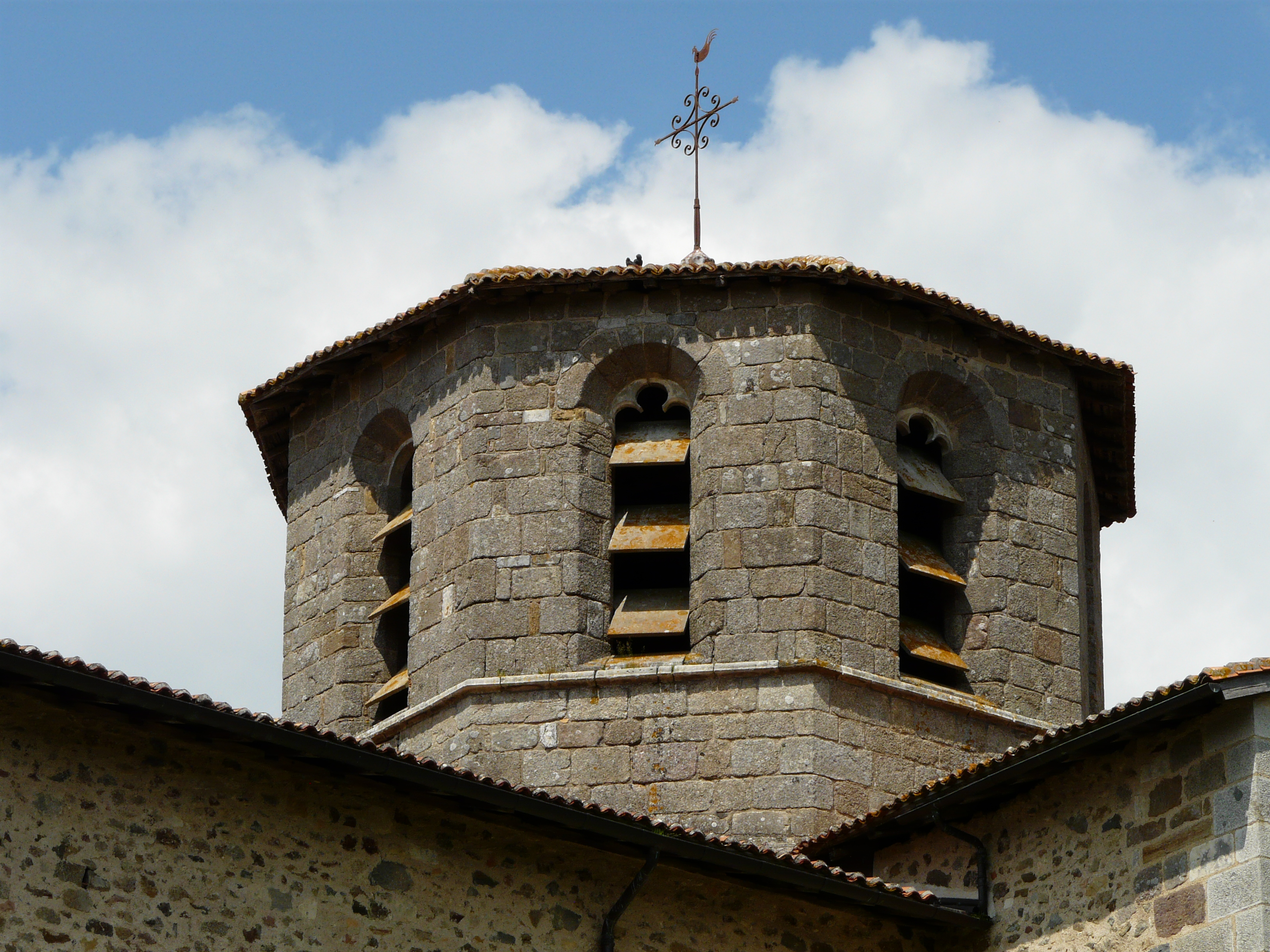
Le clocher octogonal.
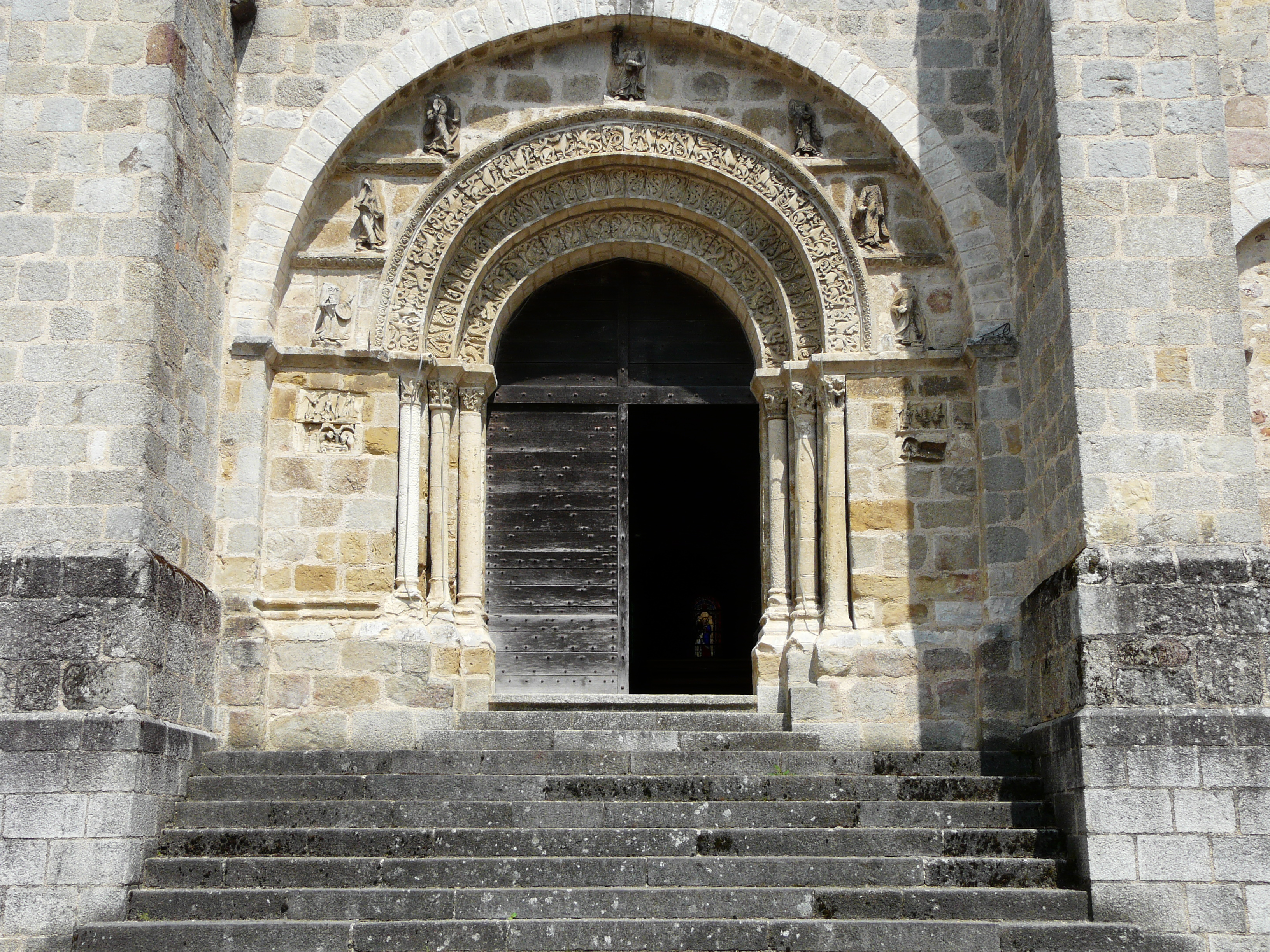
Le portail.

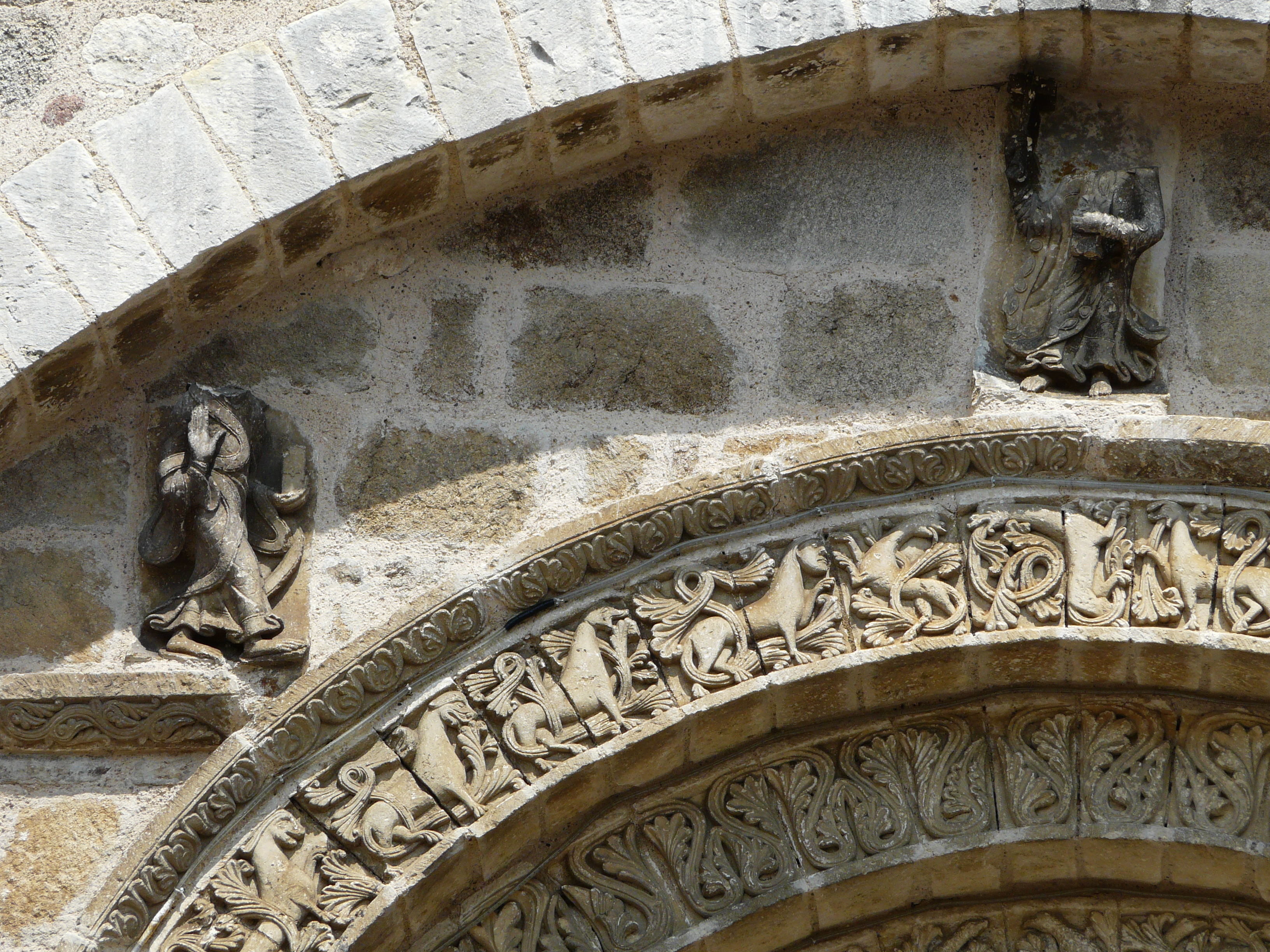
Détail des sculptures du portail.
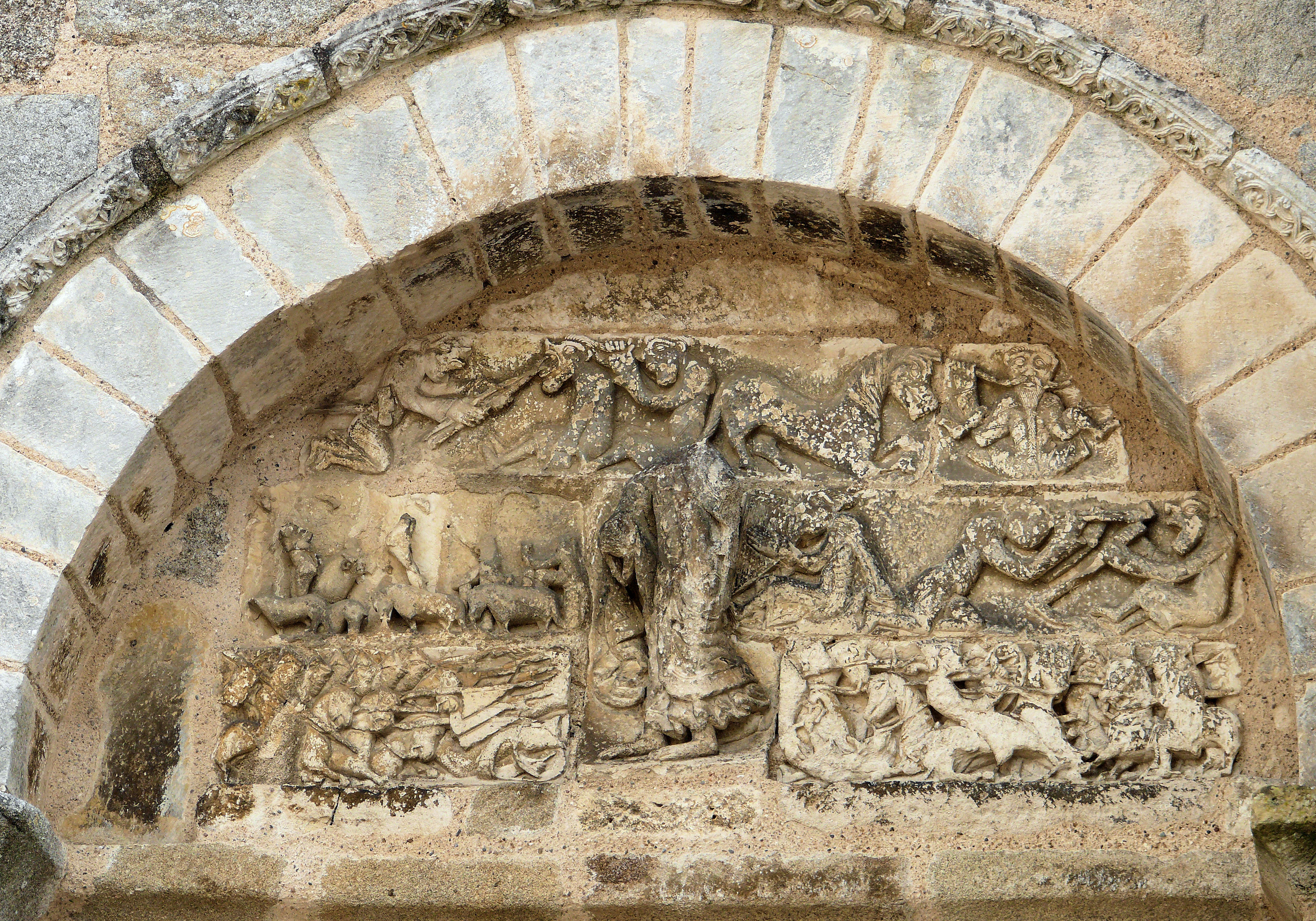
Le tympan d'une baie aveugle de la façade occidentale.
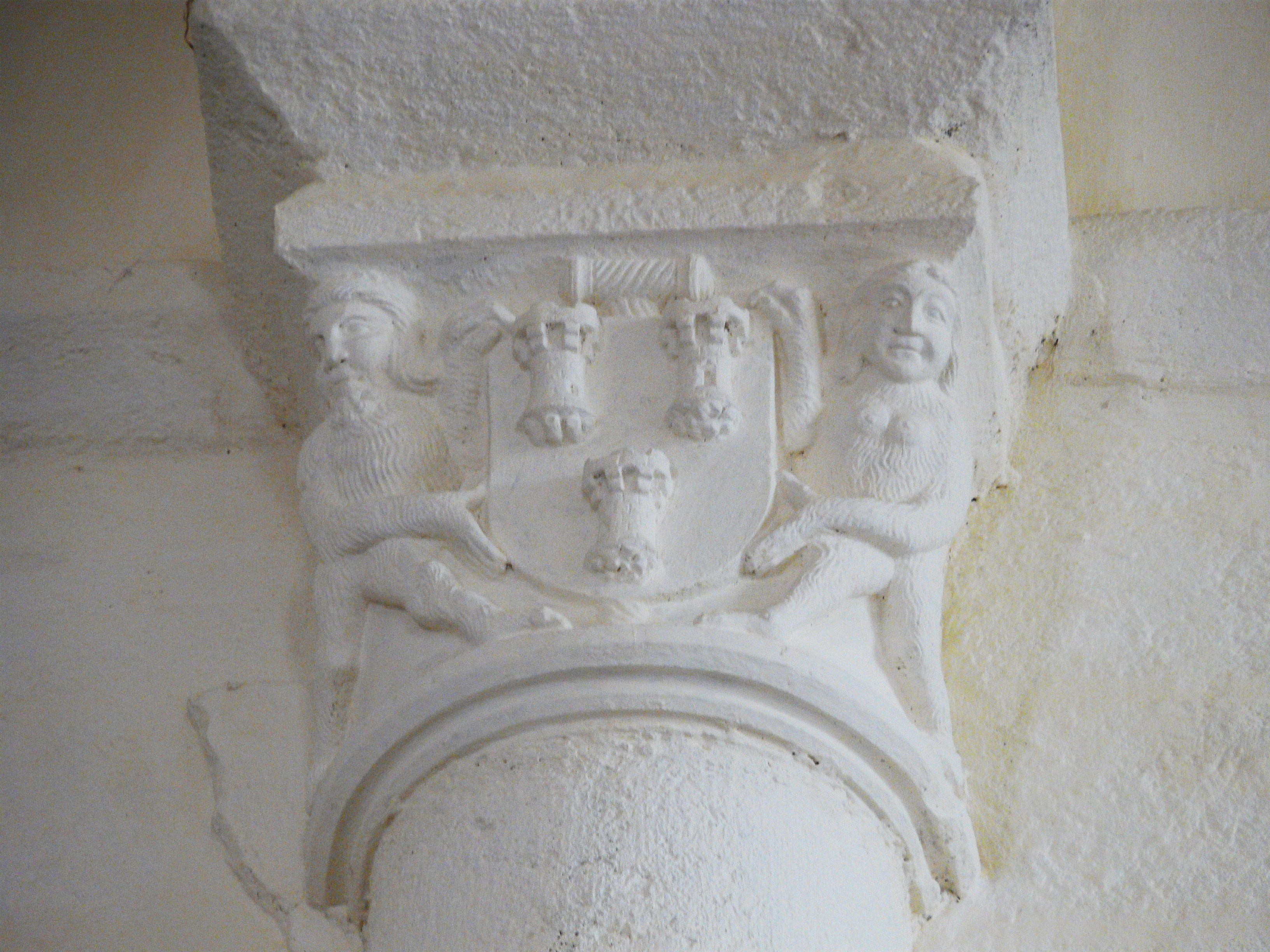
Un chapiteau.